# Novo Estádio de Malátia
O Novo Estádio de Malátia (em turco, Yeni Malatya Stadyumu) é uma arena multiuso localizada na cidade de Malatya, na Turquia. Inaugurada em 2017, substituiu o antigo Malatya İnönü Stadyumu, estádio demolido em 2018 que tinha capacidade para receber 13 000 espectadores.
É atualmente onde o Yeni Malatyaspor manda seus jogos oficiais. Sua capacidade máxima é de 27 044 espectadores.

## Infraestrutura
Malátia é a maior região produtora de damascos da Turquia. Essa foi a inspiração dos arquitetos liderados por Azaksu Mimarlik quando esboçaram o projeto do novo estádio, cuja fachada externa é revestida por duas camadas de aço nas cores laranja e branca que juntas pesam 2,800 toneladas, cobrindo não apenas as arquibancadas, mas também todos os corredores ao redor do estádio.
A inclinação do relevo no terreno onde a arena foi construída também foi aproveitada pelos arquitetos. Do lado norte, foram criados 2 pisos subterrâneos que permitiram formar um enorme estacionamento coberto com capacidade para alocar mais 271 veículos, pois os estacionamentos localizados na parte externa da arena possuem outras 981 vagas. O estádio conta com 26 camarotes, sendo igualmente distribuídos pelos lados leste e oeste da arena. Também conta com 2 lojas e 24 lanchonetes.

## Inauguração
Com a inauguração inicialmente prevista para 2015, a obra foi somente concluída dois anos depois, após outra empreiteira assumir os trabalhos diante da falência da empresa originalmente contratada em 2012. O presidente Recep Tayyip Erdoğan inaugurou oficialmente o novo estádio em 5 de agosto de 2017.
A partida inaugural do estádio ocorreu em 16 de setembro de 2017, o confronto terminou Yeni Malatyaspor 2x4 Bursaspor.